# メランコリニスタ
「メランコリニスタ」は、YUKIの13枚目のシングル。

## 解説
表題作「メランコリニスタ」とそのリミックスバージョン、インストゥルメンタルバージョンを収録。蔦谷好位置作曲による、ディスコ音楽やファンクの要素も交えた軽快なダンスミュージックである。タイトルの「メランコリニスタ」はYUKIの造語。曲について、「とにかく踊れるようにしたくて、詞の内容に意味があまりないようなものにしたかった」と述べた。
PVは、YUKI本人と、世界中の民族の格好をした男性の踊る映像が交互に映し出されるという内容になっている。
ジャケットはヤギを抱いたYUKIのヌード肖像画でわずかに乳首が見えているというかなりインパクトの強いものとなっている。

## 収録曲
1. メランコリニスタ
  - 作詞：YUKI／作曲：蔦谷好位置
  - 花王『エッセンシャル・ダメージケア』CMソング
2. メランコリニスタ -A Hundred Birds Remix-
3. メランコリニスタ -Malawi Rocks Remix-
4. メランコリニスタ -Instrumental-

## カバー
- 2007年、SOTTE BOSSE - アルバム『innocent view』に収録。
- 2020年、高槻やよい（仁後真耶子） - キャラクターソングアルバム『THE IDOLM@STER MASTER ARTIST 4 03 高槻やよい』に収録。